# Hollow (singel Alice in Chains)
Hollow – pierwszy singel amerykańskiego zespołu muzycznego Alice in Chains, pochodzący z piątego albumu studyjnego The Devil Put Dinosaurs Here. 18 grudnia 2012 zaprezentowany został za pośrednictwem oficjalnego konta grupy w serwisie YouTube. W dystrybucji cyfrowej singel ukazał się 8 stycznia 2013. Autorem tekstu i kompozytorem jest Jerry Cantrell. Czas trwania wynosi 5 minut i 41 sekund.

## Znaczenie tekstu, budowa utworu
Tekst utworu napisany został przez gitarzystę Jerry’ego Cantrella. Warstwa liryczna traktuje o problemach psychicznych, zaburzeniach depresyjnych oraz poczuciu wewnętrznej pustki, zagubienia, o czym może świadczyć wers: „Bleeding impressions where you were tied, can’t really say how you lost your mind”.
Kompozycja „Hollow” charakteryzuje się depresyjnym i mrocznym klimatem, posiadającym melodyjne refreny. Cechą dominującą są ciężkie i powolne partie gitarowych riffów oraz występująca w zwrotkach i refrenach harmonizacja linii wokalnych Cantrella i DuValla. „Hollow” posiada również solo gitarowe, utrzymane w wolnym tempie. Zwrotki utworu zagrane są w metrum 6/4, natomiast refreny 4/4. Cantrell w wywiadzie dla „Los Angeles Times” wyznał, że główny riff przyszedł mu do głowy podczas ostatniego koncertu trasy Blackdiamondskye w Las Vegas 16 października 2010. „Byłem chory, ale wyszedł z tego otwierający riff, zajęło mi trochę czasu zanim znalazłem coś do pary wraz z nim”.

## Teledysk
18 grudnia 2012 w serwisie YouTube zamieszczone zostało tzw. lyric video oraz statyczne obrazki przekazane przez fanów za pośrednictwem aplikacji Instagram, co spotkało się z pozytywną reakcją ze strony członków zespołu. Teledysk w reżyserii Roberta „Roboshobo” Schobera opublikowany został 10 stycznia 2013. Fabuła utrzymana w gatunku science-fiction ukazuje naukowca wykonującego na stacji kosmicznej rutynowe obowiązki, takie jak praca w swoim laboratorium, gdzie przeprowadza różnego rodzaju eksperymenty oraz rozmawia za pomocą wideo czatu ze swoją żoną. Wideoklip koncentruje się na stopniowym pogarszaniu stanu psychicznego naukowca.

## Wydanie
„Hollow” opublikowany został 18 grudnia 2012 za pośrednictwem konta grupy w serwisie YouTube. Baldy, oficjalny bloger zespołu, w jednej z wypowiedzi stwierdził, że to „prezent świąteczny dla fanów”. W dystrybucji cyfrowej ukazał się 8 stycznia 2013. 15 stycznia singel zadebiutował na liście Alternative Songs na pozycji 47. Po dwóch tygodniach awansował na 23. lokatę. „Hollow” uplasował się na najwyższej lokacie notowania Mainstream Rock Songs, na której utrzymał się przez trzy tygodnie – od 2 do 16 marca. 30 marca singel powrócił na 1. miejsce, gdzie utrzymał się przez tydzień. Cantrell na łamach „Rolling Stone” stwierdził: „Odpowiedź na ten utwór była wspaniała, zupełnie się tego nie spodziewaliśmy i to jest zajebiste! Po prostu udostępniliśmy utwór fanom, a on nagle zaczął być singlem numer jeden, zwykły 6-minutowy kawałek. Takie sytuacje dają nam wiele radości”.

## Odbiór

### Krytyka

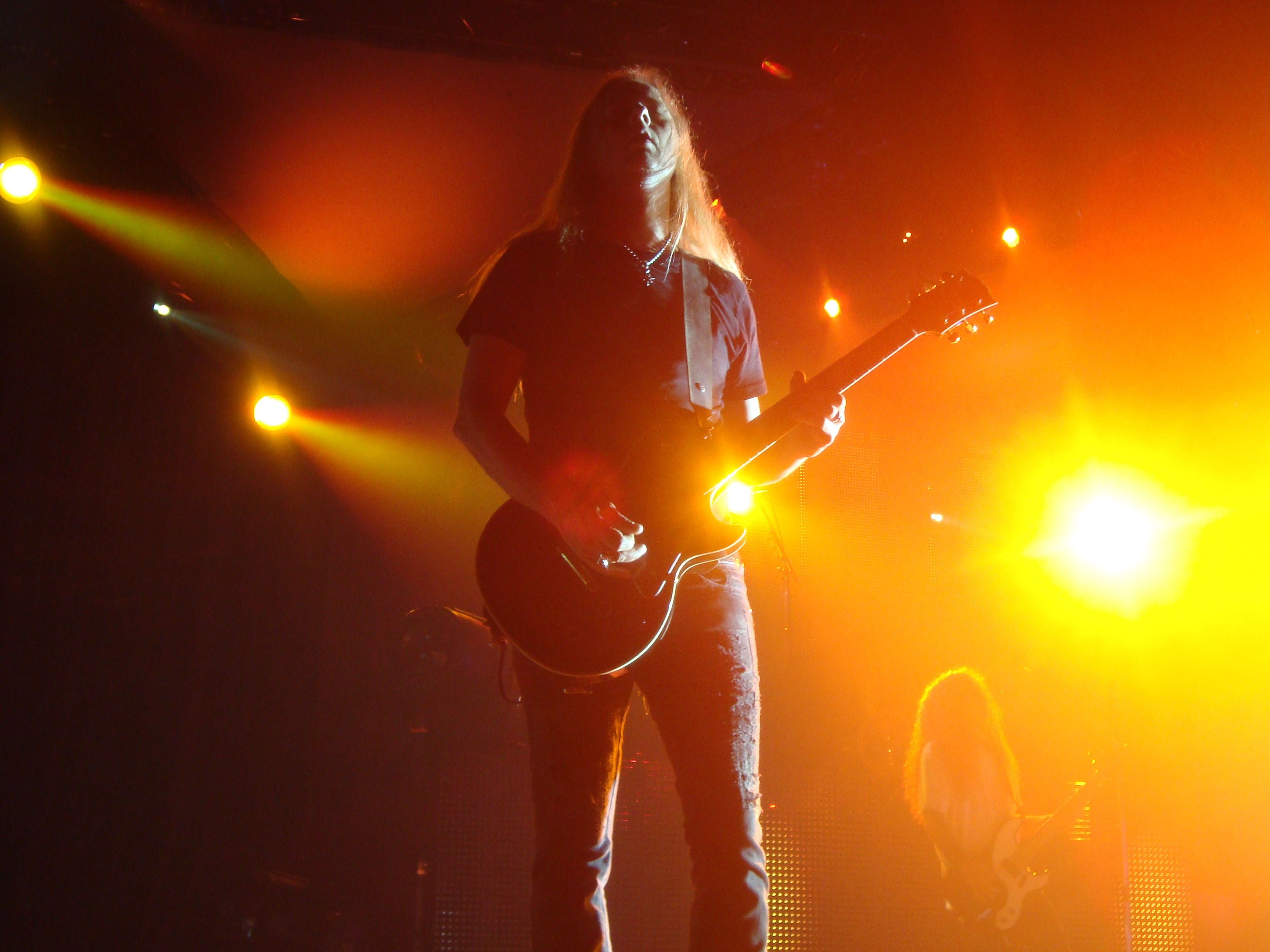
Cantrell główny riff „Hollow” opracował podczas ostatniego koncertu trasy Blackdiamondskye

Chad Childers Loudwire opisuje „Hollow” jako „mroczny i nastrojowy” z „piaszczystą gitarą Cantrella”. Cole Waterman z PopMatters przyznaje, że utwór posiada wszystkie charakterystyczne cechy Alice in Chains – „obeliskowe, drżące riffy, tektoniczny huk ubijania rytmów, samo szarpiący tekst, rosnące warstwy wokalne, zarówno te główne, jak i wspierające, podobne do chorału gregoriańskiego”. Autor dodaje: „Jak zawsze, muzyka zespołu jest na miarę towarzystwa Dantego w jego wędrówce przez Inferno, słodko-jadowite harmonie tych upadłych aniołów w jamie”. Waterman zwraca uwagę, że zwrotki charakteryzują się „czołgającym” tempem. „Zmiana metrum następuje w momencie rozpoczęcia refrenu, gdzie DuVall i Cantrell śpiewają: «Silence, so loud, silence, I can’t tell my up from down»”. Według autora to „symuluje poczucie transcendencji, zerwania z uwięzieniem”. Kory Grow z magazynu „Revolver” napisał: „Singel «Hollow» to lodowcowe tempo, spotęgowana sygnatura niespokojnych harmonii zespołu”. Nick Krewen z „Toronto Star” opisuje „Hollow” jako mieszankę „sludge metalu i psychodelii”.

### Nagrody i nominacje
W 2013 kompozycja otrzymała dwie nominacje do nagrody Loudwire Music Award w kategoriach Rock Song of the Year i Rock Video of the Year. W 2014 „Hollow” uzyskał nominację do nagrody Revolver Golden Gods Award w kategorii Song of the Year presented by Randall Amplifiers.

### Wyróżnienia
| Publikacja | Kraj              | Wyróżnienie                                  | Rok  | Pozycja |
| ---------- | ----------------- | -------------------------------------------- | ---- | ------- |
| Loudwire   | Stany Zjednoczone | „10 najlepszych rockowych utworów 2013 roku” | 2013 | 2       |

## Utwór na koncertach
Premiera koncertowa utworu nastąpiła 10 kwietnia 2013 w programie telewizyjnym Jimmy Kimmel Live! w Los Angeles, gdzie zespół zaprezentował również „Stone”, „Man in the Box”, „Your Decision” i „Them Bones”. Kompozycja regularnie była prezentowana podczas trasy The Devil Put Dinosaurs Here Tour oraz w ramach 2015 North American Tour i 2016 North American Tour.

## Lista utworów na singlu
digital download:
| Nr | Tytuł utworu | Autorzy        | Długość |
| -- | ------------ | -------------- | ------- |
| 1. | „Hollow”     | Jerry Cantrell | 5:41    |

## Twórcy
Opracowano na podstawie materiału źródłowego:
Alice in Chains
- William DuVall – śpiew, gitara rytmiczna, wokal wspierający
- Jerry Cantrell – śpiew, gitara prowadząca, wokal wspierający
- Mike Inez – gitara basowa
- Sean Kinney – perkusja

Produkcja
- Producent muzyczny: Nick Raskulinecz
- Inżynier dźwięku: Paul Figueroa
- Mastering: Ted Jensen w Sterling Sound, Nowy Jork
- Miksowanie: Randy Staub w Henson Recording Studios, Los Angeles

- Aranżacja: Jerry Cantrell
- Tekst utworu: Jerry Cantrell

## Notowania
| Lista (2013)                                 | Pozycja |
| -------------------------------------------- | ------- |
| Alternative Songs (Stany Zjednoczone)        | 23      |
| Billboard Hot Rock Songs (Stany Zjednoczone) | 37      |
| Billboard Rock Airplay (Stany Zjednoczone)   | 10      |
| Lista przebojów Programu Trzeciego (Polska)  | 23      |
| Mainstream Rock Songs (Stany Zjednoczone)    | 1       |

### Notowania końcoworoczne
| Lista (2013)                               | Pozycja |
| ------------------------------------------ | ------- |
| Billboard Rock Airplay (Stany Zjednoczone) | 35      |
| Mainstream Rock Songs (Stany Zjednoczone)  | 17      |